# Hwes
Els hwes (o ehoue) són els membres d'un grup ètnic que parlen la llengua aja i que viuen a Togo. Hi ha 8.100 hwes en aquest país. Els hwes formen part del grup de pobles guineans, el seu codi ètnic és NAB59e i el seu ID és 12162.

## Situació geogràfica
Els territori hwe està situat a l'extrem sud-oriental de la regió dels Altiplans, al nord i sud del Bosc de Togodo, a les prefectures de Mono Mitjà, de Lacs i de Yoto, a ambdues ribes del riu Mono, a més a més de a Lomé i a altres ciutats multilingües del sud del país.

## Llengua
Els hwes parlen la llengua gbe, aja, concretament el dialecte hwe. Hwe també és un nom alternatiu que rep la llengua aja. Els aja comparteixen amb els hwes la mateixa llengua.

## Religió i creences
La majoria dels hwes són cristians (70%) i el 30% restant creuen en religions africanes tradicionals. El 12% dels hwes cristians segueixen el moviment evangèlic.